# Три ноћи љубави
Три ноћи љубави је назив четвртог албума Зорице Брунцлик, и први на коме су све песме биле оригиналне/ауторске. Издала га је продукцијска кућа Дискос, која је стала иза тадашња два Зоричина хита: Ти си моје најмилије и Теците сузе моје. Песме Три ноћи љубави и Да ли и сада још онако леп написао је Шабан Шаулић.
Исте године албуму су претходила два макси-сингла: Да ли си и сада још онако леп и Теците сузе моје, а за њим и Ти си моје најмилије и Три ноћи љубави.

## Песме
На албуму се налазе следеће песме: